# Archivos de Botânica do São Paulo
Archivos de Botânica do São Paulo (abreviado Arch. Bot. São Paulo) fue una revista ilustrada con descripciones botánicas que fue editada en Brasil. Comenzó su publicación en 1925/1927. Fue sustituida por Arquivos de Botânica do Estado de São Paulo.